# Гаррі Поттер і в'язень Азкабану (фільм)
«Гаррі Поттер і в'язень Азкабану» (англ. «Harry Potter and the Prisoner of Azkaban») — американо-британське фентезі 2004 року, третій фільм із серії про Гаррі Поттера, знятий режисером Альфонсо Куароном на основі однойменного роману британської письменниці Дж. К. Роулінг.   Дж. К. Роулінг. Сценарій написав Стів Кловз, продюсером фільму виступив режисер двох попередніх фільмів Кріс Коламбус, Девід Гейман і Марк Редкліфф.
Виконавці головних ролей залишилися незмінними. Акторський склад другого плану поповнився відомими іменами: Гері Олдмен, Девід Тьюліс, Тімоті Сполл, Емма Томпсон і Майкл Гембон (замінив Річарда Гарріса у ролі Албуса Дамблдора).
Прем'єра відбулася 31 травня 2004 року у Великій Британії та 4 червня у Північній Америці. Фільм отримав дві номінації на Оскар. Попри найменші касові збори серед усіх стрічок франшизи, фільм отримав одні з найкращих відгуків кінокритиків і визнаний багатьма глядачами та критиками найкращим фільмом про Гаррі Поттера.

## Сюжет
Гаррі проводить чергові літні канікули з Дурслями. У них гостює сестра дядька Вернона, Мардж. Розлютившись через образу, Гаррі випадково надуває Мардж наче бульбашку і та злітає у повітря. Гаррі втікає з дому. Лицарський автобус відвозить його до «Дірявого казана». Там його зустрів міністр магії Корнеліус Фадж, котрий пробачив Гаррі використання чарів за межами школи. Гаррі дізнається, що з Азкабану втік прибічник Волдеморта, Сіріус Блек.
Гоґвортський Експресі обшукують дементори, при появі одного з яких Гаррі непритомніє. Але новий професор захисту від темних мистецтв, Ремус Люпин, відганяє дементора закляттям патронус.
На заняттях професор Люпин знайомить дітей з ховчиком (який для Гаррі стає дементором), а Геґрід із гіпогрифом Бакбиком. Мелфой провокує гіпогрифа і той нападає на нього. За це Бакбика засуджують до смерті.
Гаррі дізнається, що професор Люпин знав його батьків. Пізніше трапився напад невідомої істоти на портрет Гладкої Пані. Незабаром після цього професор Снейп проводить урок захисту від темних мистецтв замість професора Люпина.
Під час гри у квідич над полем з'являються дементори, й Гаррі втрачає свідомість у повітрі. Директор Дамблдор вчасно рятує Гаррі від смертельного удару об землю. Гаррі просить професора Люпина навчити його захищатись від дементорів.
У Гоґвортсі настала зима. На Різдво всі учні вирушають до Гоґсміду. Гаррі вирішує прокрастись під плащем невидимкою, але Фред і Джордж Візлі дарують йому карту мародера, на якій відмічені таємні ходи у містечко. У Гоґсміді Гаррі підслуховує розмову професорки Макґонеґел з міністром магії, з якої дізнається що саме Сіріус Блек зрадив його батьків і видав їх Волдеморту.
Професор Люпин навчає Гаррі виконувати закляття патронус. Гаррі бачить на карті мародера давно загиблого Пітера Петіґру. Після уроку віщування Гаррі затримується у класі професорки Трелоні й чує від неї пророцтво.
Настав час страти Бакбика, Гаррі, Рон і Герміона йдуть до Геґріда, щоб підтримати його. Але він просить їх піти, щоб не бачити жахіття. Коли вони йдуть від Геґріда Рон знаходить свого зниклого пацюка Скеберса. Він біжить за ним до войовничої верби, де його затягує у підземну нору здоровенний чорний собака.
Гаррі та Герміона йдуть за ним і дістаються Верескливої Халупи. У ній замість собаки вони знаходять Сіріуса Блека, який виявляється анімагом (може перетворюватись на собаку), а поруч із ним професора Люпина. Сіріус розповідає Гаррі, що пацюк Рона — Пітер Петігрю, і що насправді Пітер зрадив батьків Гаррі. Сіріус і Люпин розчакловують Скеберса і він стає Пітером Петіґру. Проте при світлі повного місяця Люпин перетворюється на вовкулаку і це допомагає Петіґрю втекти. Вовкулака нападає на Сіріуса. Гаррі біжить йому на допомогу. На них налітає безліч дементорів, але хтось вичакловує патронуса і рятує їх.
Після всього цього Гаррі та Герміона, використовуючи часоворот, повертаються у минуле. Вони звільнять Бакбика і ведуть його до Забороненого лісу. Коли на Гаррі та Сіріуса нападають дементори, Гаррі з майбутнього вичакловує патронуса й рятує себе та свого хрещеного батька. Гаррі прощається з Сіріусом, і той на Бакбику тікає з Гоґвортсу.

## У ролях
| Роль                 | Актор (актриса) |      |
| учні                 | учні            | учні |
| -------------------- | --------------- | ---- |
| Гаррі Поттер         | Деніел Редкліфф |      |
| Рональд Візлі        | Руперт Грінт    |      |
| Герміона Грейнджер   | Емма Вотсон     |      |
| Драко Мелфой         | Томас Фелтон    |      |
| Невіл Лонґботом      | Метью Льюїс     |      |
| Джордж Візлі         | Олівер Фелпс    |      |
| Фред Візлі           | Джеймс Фелпс    |      |
| Грегорі Гойл         | Джошуа Гердман  |      |
| персонал «Гоґвортсу» |                 |      |
| Албус Дамблдор       | Майкл Гембон    |      |
| Ремус Люпин          | Девід Тьюліс    |      |
| Рубеус Геґрід        | Роббі Колтрейн  |      |
| Северус Снейп        | Алан Рікман     |      |
| Мінерва Макґонеґел   | Меггі Сміт      |      |
| Арґус Філч           | Девід Бредлі    |      |
| Майже безголовий Нік | Джон Кліз       |      |
| Філіус Флітвік       | Ворвік Девіс    |      |
| інші персонажі       |                 |      |
| Вернон Дурслі        | Річард Гриффітс |      |
| Петунья Дурслі       | Фіона Шоу       |      |
| Дадлі Друслі         | Гаррі Меллінг   |      |
| Сіріус Блек          | Гері Олдмен     |      |
| Артур Візлі          | Марк Вільямс    |      |
| Молі Візлі           | Джулі Волтерс   |      |
| Пітер Петіґру        | Тімоті Сполл    |      |
| Тітка Мардж          | Пем Феріс       |      |
| Корнеліус Фадж       | Роберт Харді    |      |

## Український дубляж

### Дубляж студії Так Треба Продакшн для vod-платформи sweet.tv
Українською мовою фільм дубльовано студією «Так Треба Продакшн» на замовлення vod-провайдера sweet.tv у 2020 році.
- Режисер дубляжу — Олена Мойжес
- Звукорежисери — Олександр Кривов'яз, Дмитро Бойко
- Звукорежисер перезапису — Сергій Ваніфатьєв

Ролі дублювали: 
- Лесь Задніпровський, Віктор Андрієнко, Андрій Потапенко, Дмитро Зленко, Євген Лебедин, Іван Вікулов, Ігор Журбенко, Тимур Кухар, Вероніка Лук'яненко, Єва Головко, Руслана Писанка, Ярослав Чорненький, Володимир Терещук, Михайло Войчук, Юрій Кудрявець, Олесь Гімбаржевський, Євген Локтіонов, Олександр Солодкий, Олексій Семенов, Андрій Соболєв, Ганна Соболєва, Лідія Муращенко, Дарина Муращенко, Юлія Перенчук, Наталя Задніпровська та інші.

### Дубляж студії Так Треба Продакшн для телекомпанії Новий канал
Українською мовою фільм дубльовано студією «Так Треба Продакшн» на замовлення телекомпанії «Новий канал» у 2020 році.
Ролі дублювали:
- Гаррі Поттер – Павло Скороходько,
- Рон Візлі – Андрій Федінчик,
- Герміона Грейнджер – Вероніка Лук'яненко,
- Владислав Пупков, Андрій Альохін, Євген Пашин, Олег Стальчук, Володимир Терещук та інші.

## Виробництво
Для того, щоб познайомитися з трьома провідними акторами, режисер Альфонсо Куарон запропонував кожному з них написати есе про своїх персонажів, від точки зору першої особи. Емма Вотсон, як справжня Герміона, написала есе на 16 сторінок, Деніел Редкліфф — на одну сторінку, а Руперт Грінт так і не надіслав його.
У Куарона була ідея, щоб Гаррі, Рон і Герміона носили повсякденний одяг частіше, ніж форму Хогвартса, для того, щоб показати більше особистостей персонажів. Він також дав іншій частині студентів Хогвартса дозвіл носити свої уніформи, як вони захочуть, щоб принести більше почуття реалізму в школу чарівників. Ось чому деякі зі студентів носили форму дуже акуратно, а інші мають сорочки та зв'язки, що бовталися.
Куарон ніколи не читав книг про Гаррі Поттера і не бачив перші два фільми, коли йому запропонували роботу режисера.
Гаррі Меллінг втратив так багато ваги, що роль Дадлі Дурслі була майже зірвана. Зрештою, було вирішено, що Меллінг буде продовжувати грати Дадлі і носитиме жировий костюм, щоб примусити його виглядати важче.
Між дублями Еммі Вотсон подобалося грати з волоссям режисера Альфонсо Куарона, тому що воно було таким довгим. Вона навіть заплітала його в кіски. «Я його неофіційний стиліст», — сказала Емма.
Кріс Коламбус спочатку підписався на те, щоб режисувати всі фільми про Гаррі Поттера. Однак, він зрозумів, що таким чином у нього буде мало вільного часу, він не зможе побачити, як ростуть його діти. Було вирішено, що Кріс пропустить третій і наступні фільми. Проте Коламбус залишався на плаву протягом третього фільму в ролі продюсера, але після знімання вирішив закінчити свою причетність до франшизи про Гаррі Поттера.
Гері Олдман сказав, що він прийняв роль Сіріуса Блека, тому що «потребував роботи». Він не знімався протягом року. Його останній фільм — «Помста» (2003), який був знятий у 2002 році.
Останній фільм про Гаррі Поттера, що вийшов на VHS.

## Відмінності від книги
На той час «В'язень Азкабану» був найдовшою книгою в серії. Ускладнений сюжет отримав слабкішу та простішу адаптацію сюжетних ліній і передісторію. Фільм відкривається Гаррі Поттером, який за допомогою магії запалює паличку короткими чергами, в той час як в тій же сцені в книзі він використовує ліхтарик, тому що застосування магії поза чарівнмим світом є незаконним для чарівників у віці до сімнадцяти років. Зв'язок між батьками Гаррі і Картою Мародера тільки коротко згаданий, як і Ремус Люпин у зв'язку з мапою та Джеймсом Поттером. Крім того, ніколи прямо не згадувалося, хто такі Мародери, ким вони були або хто криється під прізвиськами Муні, Червохвіст, Гультяй і Золоторіг. Деякі експозиції видалені для драматичного ефекту: Вересклива Халупа і щур Скеберс згадуються дуже коротко в фільмі, в той час як вони отримують повніше розкриття в романі. Більшість передісторії Сіріуса Блека також скорочена без жодної згадки про манеру його втечі з Азкабану, тільки перша гра в квідич показана в фільмі через її важливість для сюжету. Друга (Ґрифіндор/Рейвенклов) і третя (Ґрифіндор/Слизерин) були вирізані. Таким чином, Гаррі отримує «Вогнеблискавку» в кінці фільму, в той час, як в книзі він отримує її анонімно на Різдво, й остання конфіскується протягом декількох тижнів, щоб бути перевіреною на предмет можливих проклятть професором Флитвіком і мадам Гуч.
Фільм замовчує про докладний опис магічної освіти. Тільки одного гіпогрифа, Бакбика, можна побачити, і тільки Мелфой і Гаррі відкрито взаємодіють з ним під час уроку з догляду за магічними істотами; більшість інших уроків, в тому числі всі зілля зі Снейпом, вирізані з фільму.
У фільмі, де Гаррі і Герміона подорожують назад у часі і ховаються за межами хатини Геґріда, сильно натякається, що Дамблдор якось знає, що вони там, тому він відволікає інших персонажів в ключових моментах або уповільнює процедуру страти (наприклад, припускаючи, що він підпише указ виконання вироку для Бакбика, а потім, коли Фадж погоджується, він говорить, що це займе якийсь час, оскільки той має надзвичайно довге ім'я), це дає Гаррі і Герміоні час, щоб звільнити Бакбика. Проте у книзі Дамблдор просто зауважує, що кат має підписати наказ, перш ніж збирається виконати вирок.

## Нагороди
«В'язень Азкабану» займає 471 місце у списку 500 найкращих фільмів усіх часів журналу «Empire». Серед 25 найкращих фентезі за версією IGN фільм займає п'яту позицію. У 2011 році на премії First Light фільм був названий найкращим дитячим фільмом десятиліття. У голосуванні брали участь діти і підлітки у віці від п'яти до п'ятнадцяти років.
| Премія                             | Категорія                              | Номінант                                            | Результат |
| ---------------------------------- | -------------------------------------- | --------------------------------------------------- | --------- |
| Оскар                              | Найкраща музика                        | Джон Вільямс                                        | Номінація |
| Оскар                              | Найкращі візуальні ефекти              | Тім Берк, Роджер Гаєтт, Білл Джордж, Джон Річардсон | Номінація |
| Премія Аманда                      | Найкращий іноземний фільм              |                                                     | Номінація |
| БАФТА                              | Найкращий британський фільм            |                                                     | Номінація |
| БАФТА                              | Найкраща робота художника-постановника | Стюарт Крейг                                        | Номінація |
| БАФТА                              | Найкращі зачіски і грим                | Нік Дудман, Айтне Феннел, Аманда Найт               | Номінація |
| БАФТА                              | Найкращі візуальні ефекти              |                                                     | Номінація |
| Broadcast Film Critics Association | Найкращий сімейний фільм               |                                                     | Номінація |
| Broadcast Film Critics Association | Найкращий молодий актор                | Деніел Редкліфф                                     | Номінація |
| Broadcast Film Critics Association | Найкраща молода актриса                | Емма Вотсон                                         | Номінація |
| Греммі                             | Найкращий саундтрек                    | Джон Вільямс                                        | Номінація |
| Г'юго                              | Best Dramatic Presentation             |                                                     | Номінація |
| Премія «Вибір дітей»               | Улюблений фільм                        |                                                     | Номінація |
| MTV Movie Awards                   | Акторський прорив                      | Деніел Редкліфф                                     | Номінація |
| Премія Спілки кінокритиків Фенікса | Найкращий ігровий сімейний фільм       |                                                     | Перемога  |
| Сатурн                             | Найкраще фентезі                       |                                                     | Номінація |
| Сатурн                             | Найкращий режисер                      | Альфонсо Куарон                                     | Номінація |
| Сатурн                             | Найкраща роль другого плану            | Гері Олдмен                                         | Номінація |
| Сатурн                             | Найкраща роль молодого актора          | Деніел Редкліфф                                     | Номінація |
| Сатурн                             | Найкращий сценарист                    | Стів Кловз                                          | Номінація |
| Сатурн                             | Найкраща музика                        | Джон Вільямс                                        | Номінація |
| Сатурн                             | Найкращі костюми                       | Джені Темім                                         | Номінація |
| Сатурн                             | Найкращий грим                         | Нік Дудмен, Аманда Найт                             | Номінація |
| Сатурн                             | Найкращі спецефекти                    | Роджер Гаєтт, Тім Берк, Білл Джордж, Джон Річардсон | Номінація |
| Teen Choice Awards                 | Екшн                                   |                                                     | Перемога  |
| Teen Choice Awards                 | Літній фільм                           |                                                     | Номінація |

## Критика
«В'язень Азкабану» отримав відмінні відгуки кінокритиків. «Під упевненим керівництвом Альфонсо Куарона „Гаррі Поттер і в'язень Азкабану“ переможно досягає делікатного балансу між технічною магією і складної оповіддю», — говориться в узагальненні на вебсайті Rotten Tomatoes, де фільм отримав високий рейтинг 91 % на основі 250 рецензій. На сайті Metacritic фільм отримав оцінку 82 зі 100 (базується на 40 відгуках).
Мік ЛеСалле з «San Francisco Chronicle» похвалив зріліший тон фільму і відзначив «похмурість, більшу складність, прописаність пресонажів». «The Hollywood Reporter» назвав фільм «глибшою, похмурішою, візуально привабливою і такою, що приносить емоційне задоволення адаптацією літературного феномену Дж. К. Роулінг», особливо у порівнянні з першими двома частинами. Пітер Треверс з «Rolling Stone» дав фільму три з половиною з чотирьох зірок: «Мало того, що це безумовно кращий і найбільш захопливий з трьох фільмів про Гаррі Поттера, це фільм, який сприймається повністю самостійним, навіть якщо ви ніколи не чули про авторку Джоан Роулінг і її юного чарівника». Стефані Зачарек з Salon.com заявила, що це «один з найвеличніших фантастичних фільмів усіх часів». Ніколь Артур із «The Washington Post» похвалив фільм за «складність, моторошність, деталізованість». Роджер Еберт оцінив картину на три з половиною зірки з чотирьох, написавши, що вона не була настільки ж хороша, як і перші дві, але все ще «чарівна, забавна і витончена». Клавдія Пвіг з «USA Today» називає фільм «візуальним задоволенням» і додає: «Куарон не боїться зробити фільм похмурішим і братися за болючі почуття». Шон Сміт з «Newsweek» відзначив: «„В'язень Азкабану“ може похвалитися новим режисером і сміливим свіжим баченням». «Entertainment Weekly» похвалив фільм за більшу зрілість.

## Цікаві факти
- Фільм отримав рейтинг PG від організації MPAA.
- Фільм має обмеження по віку: не менше 12 років.
- Режисером фільму міг стати Стівен Спілберг.[33]
- Люпина міг зіграти Юен Мак-Грегор.
- Збори фільму: у США — $249 541 069, світові — $789 804 554.
- Шанс очолити знімальний процес був наданий режисеру Гільєрмо Дель Торро, проте він віддав перевагу роботі над «Хелбоєм».
- Ема Томпсон погодилася виконати роль професорки Трелоні через свою чотирилітню дочку Гайї, фанатку «Гаррі Поттера».
- Після смерті Річарда Харіса, виконавця ролі Албуса Дамблдора, багато акторів хотіли посісти його місце. Серед кандидатів були Крістофер Лі та Йєн МакКелен, проте роль дісталася Майклу Гембону.
- В цьому фільмі Дадлі не вимовляє ні слова. Він тільки сміється при прогляданні телепередачі і видає два здивовані вигуки.
- Знімання третього фільму про Гаррі Поттера почали 30 липня 2003 року.
- Трейлер картини з'явився в кінотеатрах 20 травня 2004 року в Англії.

## Знімальна група
- Режисер (англ. Directed) — Альфонсо Куарон
- Сценарій (англ. Screenplay) — Стів Кловс
- Продюсер (англ. Produced) — Майкл Барнатан, Кріс Карерас, Кріс Коламбус
- Виконавчі продюсери (англ. Executive Producers) — Кріс Коламбус, Марк Редкліфф, Майкл Барнатан;
- Фоторежисер (англ. Director Photography) — Майкл Сересін.
- Композитор (англ. Music музика) — Джон Вільямс, Вільям Росс
- Спецефекти (англ. Visual Effects Supervisor) — Роджер Гуєт, Тім Берк
- Костюми (англ. Costume Designed) — Джені Темім